# Аристагор (тиран Кизика)
Аристагор (др.-греч. Ἀρισταγόρας) — тиран Кизика в конце VI века до н. э.
Во время предпринятого персидским царём Дарием I в 513 году до н. э. похода против скифов Аристагор вместе с другими греческими тиранами охранял мост через Дунай. Аристагор, как и остальные тираны, за исключением Мильтиада, узнав от скифов о затруднениях ахеменидского войска, согласился с мнением Гистиея из Милета, что им следует дождаться Дария, так как они правят в своих городах благодаря персам. Исторические источники не сообщают о дальнейшей судьбе Аристагора.